# Metin Diyadin
Metin Diyadin (* 16. Februar 1968 in Trabzon) ist ein ehemaliger türkischer Fußballspieler und -trainer.

## Spielerkarriere
Metin Diyadin begann im Sommer 1988 seine Profifußballerkarriere bei Gençlerbirliği Ankara und spielte zehn Spielzeiten lang. Lediglich die Saison 1994/95 verbrachte er als Leihspieler beim Ligakonkurrenten Denizlispor.
Zur Saison 1998/99 wechselte er zu Fenerbahçe Istanbul. Hier schaffte er nie den Durchbruch zum Stammspieler, aber er kam in zwei Spielzeiten regelmäßig als Ergänzungsspieler zum Einsatz.
Im Sommer 2000 einigte er sich mit dem damaligen Zweitligisten Göztepe SK. Hier erreichte er bereits in seiner ersten Saison mit seinem Team die Meisterschaft der TFF 1. Lig und damit den direkten Aufstieg in die Süper Lig. In seiner zweiten Saison war er bei Göztepe eher Ergänzungsspieler und machte so 13 Ligaspiele.
Zur Saison verließ er Göztepe Richtung Zweitligist Kayserispor. Auch hier fristete er eher ein Reservistendasein und spielte lediglich in vier Ligapartien. Zum Saisonende beendete er seine aktive Spielerlaufbahn.

## Trainerkarriere
Metin Diyadin wurde im Anschluss an seine Spielerlaufbahn Jugendtrainer beim Schwarzmeerklub Ofspor. Nach einer Saison bei Ofspor arbeitete er in gleicher Position zwei Spielzeiten lang bei seinem alten Verein Gençlerbirliği Ankara.
Anschließend bekam er seine erste Position als Cheftrainer beim damaligen Drittligisten und der Zweitmannschaft von Gençlerbirliği Ankara bei Gençlerbirliği Oftaş. Hier erreichte er mit einer relativ jungen und unerfahrenen Mannschaft bereits in seiner ersten Saison die Vizemeisterschaft der TFF 2. Lig und damit den direkten Aufstieg in die TFF 1. Lig. In seiner zweiten Spielzeit mit Gençlerbirliği Oftaş früh die Tabellenspitze und behielt diesen Tabellenplatz. Am 27. Spieltag zerstritt er sich nach einer Niederlage mit der Vereinsführung und reichte daraufhin seine Kündigung ein. Er wurde daraufhin durch seinen Co-Trainer Osman Özdemir ersetzt. Dieser verteidigte in den restlichen Spieltagen die Tabellenführung und schaffte mit der Meisterschaft der TFF 1. Lig den direkten Aufstieg in die Süper Lig.
Zur Saison 2006/07 heuerte er beim Zweitligisten Eskişehirspor an. Auch hier belegte er mit seiner neuen Mannschaft relativ früh einen Aufstiegsplatz und festigte diesen Platz im Laufe der Saison. Im März 2008 suspendierte er den Star der Mannschaft, Sergen Yalçın und weigerte sich trotz Drängen der Klubführung diesen wieder in den Mannschaftskader aufzunehmen. Daraufhin wurde er von der Vereinsführung entlassen und durch Nenad Bijedić ersetzt.
Um Sommer 2008 übernahm er den Zweitligisten Çaykur Rizespor und trainierte diesen bis zur Winterpause. Zur Saison 2009/10 übernahm er bei Trabzonspor den Posten des Co-Trainers und attestierte Hugo Broos.
Am 23. März 2011 übernahm er den Cheftrainerposten beim Zweitligisten Orduspor und ersetzte den zurückgetretenen Uğur Tütüneker. Er führte die Mannschaft zum Gewinn der Playoffs und damit in die Süper Lig. In der Süper Lig erzielte seine Mannschaft am Anfang gute Ergebnisse und belegte so immer einstellige Tabellenplätze. Gegen die Winterpause rutschte die Mannschaft in die untere Tabellenhälfte. So trat Diyadin zur Winterpause von seinem Posten zurück und wurde durch Héctor Cúper ersetzt.
Am 28. März 2012 übernahm er den Zweitligisten Kasımpaşa Istanbul und ersetzte ein zweites Mal Uğur Tütüneker. Auch mit diesem Verein erreichte er das Playoff-Finale der TFF 1. Lig. Hier setzte man sich in der Verlängerung 2:3 gegen Adanaspor durch und erreichte den Aufstieg in die Süper Lig. Am 23. September 2012 wurde Diyadin entlassen.
Im Sommer 2013 wurde er als Trainer vom Erstligisten Gençlerbirliği Ankara vorgestellt. Er überschrieb bei dem Verein, bei dem er fast zehn Jahre als Spieler tätig war, einen Einjahresvertrag. Nachdem Diyadin mit seiner Mannschaft in den ersten acht Spieltagen nur vier Punkte sammeln konnte, wurde er im Oktober 2013 entlassen.
Im Oktober 2014 übernahm er den Drittligisten Göztepe Izmir. Diesen Verein führte er am 33. Spieltag, dem vorletzten Spieltag der Saison, zur Meisterschaft und damit zum Aufstieg in die TFF 1. Lig. Im Februar 2016 verließ er diesen Verein nach vorherigem gegenseitigem Einvernehmen mit der Vereinsführung.
In der Spielzeit 2016/17 betreute er von November 2016 bis zum Februar 2017 den Zweitligisten Büyükşehir Gaziantepspor. Zur Saison 2017/18 wurde er beim Zweitligisten Giresunspor als neuer Cheftrainer eingestellt.
Anfang September 2019 wurde er beim Erstligisten MKE Ankaragücü als Cheftrainer eingestellt.

## Erfolge

### Als Trainer
Mit Orduspor
- Playoff-Sieger der TFF 1. Lig und Aufstieg in die Süper Lig: 2010/11

Mit Kasımpaşa Istanbul
- Playoff-Sieger der TFF 1. Lig und Aufstieg in die Süper Lig: 2011/12

Mit Göztepe Izmir
- Meister der TFF 2. Lig und Aufstieg in die TFF 1. Lig: 2014/15